# Râul Izvoarele, Urlătoarea Mare
Râul Izvoarele este un afluent al râului Urlătoarea Mare. 

## Hărți
- Harta județului Brașov